# Muntiacus vuquangensis
El muntíaco gigante (Muntiacus vuquangensis) es una especie de cérvido descubierto en 1996, en las montañas del centro de Vietnam. También se le conoce con el nombre de venado ladrador, debido a que los machos emiten como señal de alarma un sonido similar al ladrido de un perro.

## Características
El muntíaco gigante es un animal pequeño y territorial. Pero es relativamente grande si se le compara con otros miembros del género Muntiacus. Utilizan sus glándulas de olor para marcar su territorio. Los machos poseen largos caninos en su dentadura.

## Distribución
Se distribuye en las montañas boscosas de Vietnam, Laos y Camboya. En Vietnam la especie fue descubierta en el Parque nacional de Vũ Quang, un área protegida.